# Suzana Đozo
Suzana Đozo (Kiseljak, 3. kolovoza 1956. – Sarajevo, 11. ožujka 2021.), bosanskohercegovačka je novinarka, jedno od najznačajnih imena radijskog novinarstva u Bosni i Hercegovini. Supruga je Nedžibu Đozi.

## Životopis
Suzana Đozo je rođena 1956. godine u Kiseljaku. Diplomirala je novinarstvo na Fakultetu političkih znanosti u Sarajevu. U razdoblju od 1978. do 1992. godine je zaposlena na Radio Sarajevo kao novinarka u Unutarpolitičkoj redakciji, potom urednica Informativnog programa, urednica Vijesti, Dnevnika, te kontakt-emisija Otvoreni studio i političkog magazina Dežurni mikrofon.
Od 1992. Radio Sarajevo se transformira u Radio BiH, u kome od 1993. do 1995. obavlja dužnost šefice redakcije. Nakratko, od 1996. do 1997. godine radi kao redaktor u redakciji lista Oslobođenje. Novinarske poslove obavljala je na Radiju BiH, Radiju Stari Grad. Na Radiju Federacije BiH bila je urednica Redakcije informativnog programa, urednica emisija Otvoreni studio, magazina Crno, bijelo, sivo, centralnih informativnih emisija, specijalnih programa, a ostaće upamćena kao autorica brojnih reportaža te kao glas kojem se vjerovalo u najtežim ratnim godinama.
Od 2001. pa do 2011. godine radila je u RTVFBiH kao urednica Informativnog programa Federalnog radija, a nakon toga, pa do umirovljenja 2015. kao urednica smjene u redakciji i autorica reportaža, specijalnih emisija, intervjua. Kao urednica Informativnog programa RFBiH, vodila je praktičnu nastavu za više generacija studenata 4. godine Fakulteta političkih znanosti Odsjeka žurnalistika u Sarajevu.
Dobitnica je brojnih novinarskih priznanja za svoj rad. Na takmičenju jugoslavenskih radiopostaja u Ohridu 1987. godine za vođenje i uređivanje centralne informativne emisije osvojila drugo mjesto. Kao autorica 1999. godine osvojila je prvu nagradu Udruge novinara Bosne i Hercegovine za radioemisiju ("Zajedno" RSG) i prvo mjesto u izboru za najbolju radioreportažu Alter media festival "Mostar 99" (Đorđe Balašević ponovo u Sarajevu). Dobitnica je najvećeg priznanja Radija BiH Zlatna značka.
Preminula je u Sarajevu od posljedica koronavirusa, 11. ožujka 2021. godine.

## Vanjske poveznice
- Suzana Đozo